# ريزدنت إيفل (فلم)
الشر المقيم هو فيلم صدر عام 2002 هو فيلم رعب من تأليف وإخراج بول كان اندرسون. بطولة ميلا جوفوفيتش وميشيل رودريغيز ويستند الفيلم على سلسلة ألعاب الشر المقيم الذي صدرت من قبل كابكوم وتدور القصة على تفشي الفيروس في مدينة الراكون..
وهو أول اجزاء سلسلة أفلام ريزدنت إيفل.
تلقى الفيلم آراء سلبية كثيرة من النقاد ولكن كانت ناجح تجاريا، محققا أكثر من 102 مليون دولار في جميع أنحاء العالم. امتياز الفيلم كونها الأول من نوعها في سلسلة الشر المقيم.

## وصلات خارجية
- ريزدنت إيفل على موقع IMDb (الإنجليزية)
- ريزدنت إيفل على موقع ميتاكريتيك (الإنجليزية)
- ريزدنت إيفل على موقع روتن توميتوز (الإنجليزية)
- ريزدنت إيفل على موقع نتفليكس (الإنجليزية)
- ريزدنت إيفل على موقع قاعدة بيانات الأفلام العربية
- ريزدنت إيفل على موقع ألو سيني (الفرنسية)
- ريزدنت إيفل على موقع Turner Classic Movies (الإنجليزية)
- ريزدنت إيفل على موقع أول موفي (الإنجليزية)
- ريزدنت إيفل على موقع بوكس أوفيس موجو (الإنجليزية)
- ريزدنت إيفل على موقع فيلمافينيتي (الإسبانية)
- Resident Evil at فيس بوك